# La Tuna
La Tuna ist eine Ortschaft in Uruguay.

## Geographie
La Tuna befindet sich auf dem Gebiet des Departamento Canelones in dessen Sektor 8. Sie liegt an der Küste des Río de la Plata zwischen dem westlich angrenzenden Los Titanes und dem östlich anschließenden Araminda. Durch den Ort führt der Arroyo de la Tuna der hier auch seine Mündung hat.

## Infrastruktur
Der Ort liegt an der Ruta Interbalnearia an deren Kilometerpunkt 67.

## Einwohner
Die Einwohnerzahl La Tunas beträgt 204 (Stand: 2011).
| Jahr | Einwohner |
| ---- | --------- |
| 1963 | 98        |
| 1975 | 95        |
| 1985 | 92        |
| 1996 | 129       |
| 2004 | 197       |
| 2011 | 204       |

Quelle: Instituto Nacional de Estadística de Uruguay